# Temporada 1969 del Campeonato de Europa de Rally
La temporada 1969 fue la edición 17º del Campeonato de Europa de Rally. El campeonato contaba con dos calendarios distintos, uno para pilotos y otro para constructores, ambos con distintas pruebas. El de pilotos comenzaba el 12 de enero en el KAK Rallyt y finalizaba el 20 de octubre en el RAC Rally. El certamen de marcas comenzaba el 17 de enero en el Rally de Montecarlo y finalizaba el 5 de octubre en el Rally München-Wienna-Budapest. El ganador fue el sueco Harry Källström que disputó todas las pruebas con el Lancia Fulvia HF, tanto en la versión 1.3 cc como 1.6 cc, logrando tres victorias y seis podios.

## Calendario

### Campeonato de pilotos
- Calendario del campeonato de pilotos.[1]

| N.º | Fecha                 | Rally                       |
| --- | --------------------- | --------------------------- |
| 1   | 12-17 de febrero      | KAK Rallyt                  |
| 2   | 5-9 de marzo          | Rally de San Remo           |
| 3   | 27 de abril-3 de mayo | Internationale Tulpenrallye |
| 4   | 14-18 de mayo         | Österreichische Alpenfahrt  |
| 5   | 4-6 de julio          | Rallye Vltava               |
| 6   | 16-20 de julio        | Rajd Polski                 |
| 7   | 16-19 de octubre      | 17.º RACE Rallye de España  |
| 8   | 14-20 de noviembre    | RAC Rally                   |

### Campeonato de constructores
- Calendario del campeonato de constructores.[2]

| N.º | Fecha                 | Rally                         |
| --- | --------------------- | ----------------------------- |
| 1   | 17-24 de enero        | Rally de Montecarlo           |
| 2   | 29 de mayo-1 de junio | Rally Acrópolis               |
| 3   | 15-17 de agosto       | Rally 1000 Lagos              |
| 4   | 1-6 de septiembre     | Coupe des Alpes               |
| 5   | 19-20 de septiembre   | Baltic Rally                  |
| 6   | 3-5 de octubre        | Rally München-Wienna-Budapest |

## Resultados

### Campeonato de pilotos
| Pos. | Piloto              | SWE | ITA | NED | AUT | VLT | POL | ESP | RAC | Puntos |
| ---- | ------------------- | --- | --- | --- | --- | --- | --- | --- | --- | ------ |
| 1.   | Harry Källström     | 6   | 1   | Ret | 2   | 2   | 3   | 1   | 1   | 59     |
| 2.   | Gilbert Staepelaere |     |     | 1   | 6   | 1   | 2   | 2   |     | 51     |
| 3.   | Simo Lampinen       | 2   |     |     | 4   | 4   |     |     | Ret | 19     |
| 4.   | Carl Orrenius       | 9   |     |     | 3   |     |     |     | 2   | 16     |
| 5.   | Hannu Mikkola       |     | Ret |     | 1   |     |     |     | Ret | 13     |
| 5.   | Björn Waldegård     | 1   |     |     |     |     |     |     | 12  | 13     |
| 5.   | Sobieslaw Zasada    |     | Ret | Ret | 8   | Ret | 1   |     |     | 13     |